# Thư viện công cộng Warszawa

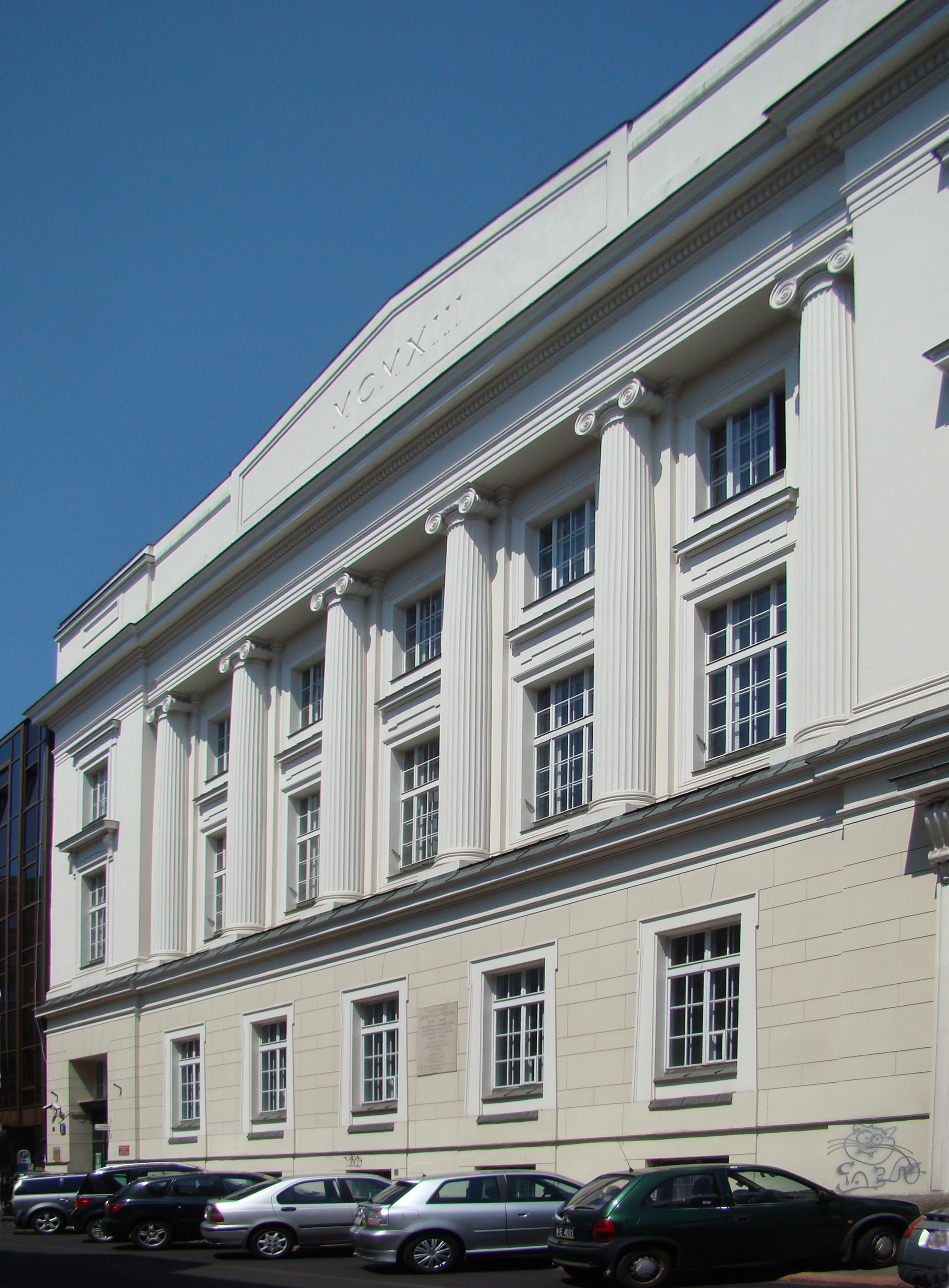
Thư viện công cộng Warsaw (2012)

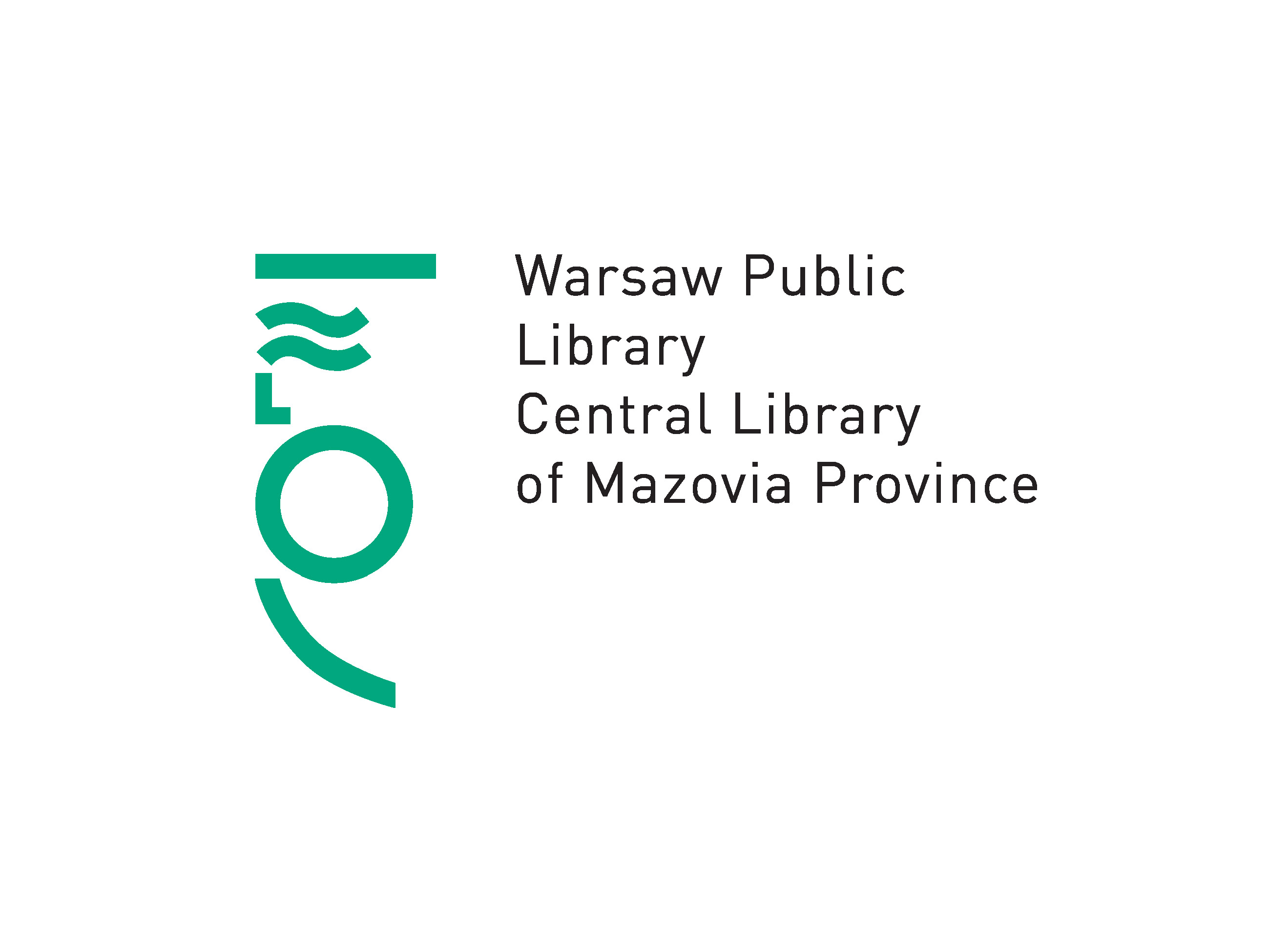
Logo bằng tiếng Anh của Thư viện

Thư viện công cộng Warsaw (tiếng Ba Lan: Biblioteka Publiczna m.st. Warszawy) là một trong những thư viện quan trọng nhất ở Warsaw và đồng thời là một trong những thư viện lớn nhất tại Ba Lan. Tính đến cuối năm 2008, Thư viện lưu trữ đến khoảng 1.380.000 tập sách. Các đầu sách mới cũng như tạp chí, bản thảo và các tài liệu khác đang dần được bổ sung.

## Lịch sử
| Mốc lịch sử                                    | Mô tả |
| ---------------------------------------------- | --- |
| Năm 1907                                       | Thư viện được Hiệp hội Thư viện công cộng thành lập. |
| Sau năm 1914                                   | Thư viện bắt đầu có trụ sở tại Phố Koszykowa (nhờ vào các khoản phí thu được từ độc giả, sự chung tay đóng góp của cộng đồng xã hội và các khoản đóng góp tư nhân)                                                              |
| Trước khi Chiến tranh thế giới thứ hai bùng nổ | Thư viện sở hữu khoảng 500.000 tập sách. |
| Tháng 1 năm 1945                               | Quân Đức Quốc xã đã phóng hỏa vào Thư viện trước khi rút khỏi Warsaw. Hậu quả là Thư viện mất 84% bộ sưu tập: khoảng hơn 300.000 đầu sách bị thiêu huỷ và 100.000 cuốn sách khác bị đánh cắp (456.000 trong số 553.000 đơn vị). |
| Cuối năm 2008                                  | Thư viện lưu trữ đến khoảng 1.380.000 tập sách. Các đầu sách mới cũng như tạp chí, bản thảo và các tài liệu khác đang được bổ sung liên tục vào các năm tiếp theo.                                                              |